# Annulatascaceae
Annulatascaceae es una familia de hongos en la clase Sordariomycetes de Ascomycota. La familia no ha sido asignada a ningún orden (incertae sedis). Las especies de esta familia son saprofitas, y a menudo crecen sobre madera podrida en hábitats de agua dulce. Poseen una distribución amplia, muchas especies son propias de zonas tropicales.

## Géneros
- Annulatascus
- Annulusmagnus
- Aqualignicola
- Aquaticola
- Ascitendus
- Ayria
- Brunneosporella
- Cataractispora
- Ceratostomella
- Clohiesia
- Cyanoannulus
- Diluviicola
- Fluminocola
- Frondicola
- Fusoidispora
- Longicollum
- Pseudoproboscispora
- Rhamphoria
- Rivulicola
- Submersisphaeria
- Teracosphaeria
- Torrentispora
- Vertexicola